# Wolfgang Paul
|  | Aquest article tracta sobre un físic alemany. Vegeu-ne altres significats a «Wolfgang Ernst Pauli». |

Wolfgang Paul   (Lorenzkirch, 10 d'agost de 1913 - Bonn, 7 de desembre de 1993) fou un físic i professor universitari alemany guardonat amb el Premi Nobel de Física l'any 1989.

## Biografia
Va néixer el 10 d'agost de 1913 a la ciutat alemanya de Lorenzkirch, situada a l'estat alemany de Saxònia. De ben petit es traslladà a Múnic, on el seu pare ensenyava química farmacèutica a la universitat d'aquesta ciutat. El 1932, inicià els seus estudis de física a l'Escola Tècnica Superior de Múnic, i es traslladà el 1934 a la seu de Berlín, on es doctorà el 1939.
El 1944, inicià la seva tasca docent a la Universitat de Göttingen, i el 1952 es va incorporar a la de Bonn com a director del seu Institut de Física Experimental, càrrec que desenvolupà fins a la seva mort.Wolfang Paul es morí el 7 de desembre de 1993 a la seva residència de Bonn.

## Recerca científica
Durant la Segona Guerra Mundial va investigar la separació d'isòtops, la qual cosa és necessària per a produir material propens a la fissió per al seu ús en armes nuclears. Inicià la seva recerca al voltant dels enllaços iònics, desenvolupant l'anomenada Trampa iònica. Aquesta era un enginy que, mitjançant camps magnètics multipolars, governa feixos iònics i separa les seves partícules segons la seva massa.
Per aquest descobriment, el 1989, fou guardonat amb la meitat del Premi Nobel de Física, que compartí amb Hans G. Dehmelt, recaient l'altra meitat del premi en el físic nord-americà Norman Foster Ramsey. Entre 1965 i 1967, fou nomenat director de la divisió de Física Nuclear del CERN.
Va desenvolupar tècniques per atrapar partícules carregades en espectrometria de masses mitjançant camps quadripols elèctrics als anys 50. La trampa d'ions quadripol s'utilitza àmpliament avui dia per contenir i estudiar ions. Va desenvolupar lents de feix molecular i va treballar en un sincrotró d'electrons de 500 MeV, seguit d'un a 2500 MeV el 1965. Més tard va treballar a contenir neutrons lents en anells d'emmagatzematge magnètic, mesurant la vida útil dels neutrons lliures.
Amb humor es va referir a Wolfgang Pauli com la seva part imaginària si els seus cognoms es consideraven com a nombres complexos.